# بافي قاتلة مصاصي الدماء الموسم الثامن
مسلسل بافي قاتلة مصاصي الدماء "الموسم الثامن" (بالإنجليزية: Buffy the Vampire Slayer: Season Eight) هي سلسلة كتب مصورة نشرتها دارك هورس كوميكس بين عامي 2007 و2011. يعد هذا الموسم تكملة للأجزاء السابقة من المسلسل التلفزيوني بافي قاتلة مصاصي الدماء (بالإنجليزية: Buffy the Vampire Slayer). تم إنتاجه تحت إشراف جوس ويدون، الذي قام بكتابة والمشاركة في كتابة ثلاثة من أجزاء السلسلة. كما تم إطلاق الموسم التاسع في عام 2011.

## القصة
بعد مرور عام على انتهاء المسلسل التلفزيوني، تولت بافي وزاندر قيادة المركز الرئيسي الذي يقع في قلعة في اسكتلندا، حيث كان لديهما دعم من مجموعة متنوعة من العرافين والسحرة والقتلة، إلى جانب تكنولوجيا متطورة تم تمويلها من خلال سرقة جريئة لبنك سويسري نفذتها بافي. أصبح هناك الآن 1800 قاتلة في جميع أنحاء العالم، ويعمل نحو 500 منهن مع مجموعة سكوبي في 10 فرق مختلفة. هذه الفرق منتشرة في أماكن متعددة، بما في ذلك جنوب إيطاليا، إنجلترا، مدينة نيويورك، كليفلاند، وشيكاغو. ولحماية بافي، تم نشر بديلين لها بسبب شهرة اسمها عالميًا؛ أحدهما في روما والآخر في مهمة شيطانية. في نفس الوقت، نمت قوة ويليو بشكل كبير تحت إشراف شيطان يُدعى ساغا فاسوكي، مما مكنها من الطيران وإلقاء تعاويذ قوية.
بعد تدمير صاني دايل، أصبحت الحكومة الأمريكية تعتبر بافي ومجموعة سكوبي تهديدًا دوليًا. تم وصف بافي بأنها قائدة خطيرة، وتحالفت الحكومة مع أعداء سابقين مثل أيمي ماديسون ووارن ميرز للإطاحة بها. في ذات الوقت، تخطط الليدي جينيفيف سافيدج، قاتلة منافسة، مع مجموعة من مصاصي الدماء اليابانيين لتقويض مكانة بافي في تسلسل القتلة. كل هؤلاء الأعداء مرتبطون بـ "تويلايت"، شخصية غامضة ترى في القاتلات تهديدًا للبشرية وتسعى للقضاء عليهن، بالإضافة إلى القضاء على السحر في العالم. يتضح لاحقًا أن رايلي فين، حبيب بافي السابق، يعمل سرًا لصالح تويلايت، ولكن يتبين في النهاية أنه عميل مزدوج.
في منتصف الموسم، تبدأ هارموني كيندال، التي أصبحت الآن نجمة في برامج تلفزيون الواقع، في دعم نظام مؤيد لمصاصي الدماء ومعادٍ للقاتلات. في ظل الهجوم المستمر من تويلايت والعديد من الشياطين، تتراجع فرق القاتلات إلى تبت لتعلم كيفية كبح قدراتهم السحرية. تنمو المخاوف لدى بافي وجايلز بشأن قوة ويليو غير المنضبطة، خوفًا من تكرار انزلاقها إلى الظلام كما حدث سابقًا. تتفاقم مخاوفهم عندما تواجه بافي نسخة مظلمة من ويليو. في أعقاب معركة مع تويلايت التي أسفرت عن مقتل العديد من القاتلات، تبدأ بافي في اكتساب قوى مشابهة لقوى تويلايت، مما يجعلها تشكك في اعتمادها على ويليو وإمكانية حدوث كارثة.
تشمل الحبكة الفرعية علاقة دون الجامعية مع كيني، الذي خانها، مما أدى إلى لعنة سحرية تحولها إلى عملاقة، ثم قنطور، وأخيرًا دمية حية حتى تتمكن من إصلاح علاقتها مع كيني. تلعب الرومانسية دورًا أيضًا داخل المجموعة الأساسية، حيث تنجذب بافي لفترة إلى القاتلة ساتسو، بينما يقترب زاندر من القاتلة رينيه. بعد لقاء مع أنجل، يعاد إحياء المشاعر القديمة بينه وبين بافي، رغم أن التحكم في أفعالهما يظل غير واضح. في النهاية، يتم الكشف عن أن تويلايت هو في الواقع أنجل، الذي كان يسعى للم شمله مع بافي والارتقاء إلى مستوى أعلى. بعد عودة بافي إلى الأرض لوقف الشياطين من تدمير الكون، يصل سبايك بحل يساعدهم في الوصول إلى مصدر قوة تويلايت. تؤدي المواجهة النهائية إلى تدمير "البذرة" السحرية، مما يؤدي إلى القضاء على السحر من العالم، ويبقى القتلة على قوتهم بينما يفقد السحرة قواهم. تنتقل بافي، التي أصبحت الآن منبوذة، إلى سان فرانسيسكو لمواصلة واجباتها كقاتلة جنبًا إلى جنب مع دون وزاندر.